# Buthus saharicus
Espèce
Buthus saharicus est une espèce de scorpions de la famille des Buthidae.

## Distribution
Cette espèce est endémique d'Algérie. Elle se rencontre vers Ghardaïa.

## Description
La femelle holotype mesure 67,3 mm.

## Étymologie
Son nom d'espèce lui a été donné en référence au lieu de sa découverte, le Sahara.

## Publication originale
- Sadine, Bissati & Lourenço, 2015 : « The first true deserticolous species of Buthus Leach, 1815 from Algeria (Scorpiones: Buthidae); Ecological and biogeographic considerations. » Comptes Rendus Biologies, vol. 339, no 1, p. 44-49.